# Psi1 Orionis
Psi1 Orionis (ψ1 Ori / 25 Orionis / HD 35439 / HR 1789) es una estrella en la constelación de Orión de magnitud aparente +4,87. Es miembro de la asociación OB que lleva su nombre, que a su vez forma parte de la asociación estelar Orión OB1. Se encuentra a unos 1110 años luz de distancia del sistema solar.
Psi1 Orionis es una estrella blanco-azulada de tipo espectral B1Ve con una temperatura de cerca de 25.000 K. Incluyendo la gran cantidad radiación ultravioleta emitida, Psi1 Orionis es 10.500 veces más luminosa que el Sol. Tiene un radio 6 veces mayor que el radio solar y, con una masa de 10,5 masas solares, supera el límite a partir del cual las estrellas explotan en forma de supernova.
La rápida rotación de Psi1 Orionis (su velocidad de rotación en el ecuador es de 310 km/s) propicia que sea una estrella Be, en donde existe un disco circunestelar que emite radiación. Catalogada como una estrella con envoltura, el disco aparece desde nuestra línea de visión aproximadamente de perfil. Es una estrella joven con una edad inferior a 10 millones de años.